# مسعود شجاعی طباطبایی
مسعود شجاعی طباطبایی (زادهٔ ۱۳۴۳ در تهران) کاریکاتوریست و گرافیست ایرانی است. وی دارای مدرک رشتۀ نقاشی از دانشکده هنرهای زیبای دانشگاه تهران و کارشناسی ارشد گرافیک از دانشگاه تربیت مدرس است. او هم‌اکنون، مدیر خانه کاریکاتور ایران و وبگاه ایران کارتون است.
طباطبایی در اواخر سال ۱۳۹۳ از سمت خود در خانه کاریکاتور برکنار و مدیر خانه کاریکاتور انقلاب شد و پس از چندی به در خواست ریاست سازمان فرهنگی هنری شهرداری تهران  دعوت به کار شد.
وی چهره سال هنر انقلاب در سال ۱۳۹۶ است.

## نسب
از سادات طباطبایی است که نَسَبِ ایشان به ابراهیم طباطبا پسر اسماعیل دیباج  پسر ابراهیم غمر  پسر حسن مثنی  پسر حسن مجتبی می‌رسد. 

## کاریکاتور و گرافیک

### جوایز
- جایزه اول برای مدیریت بهترین سایت کارتون و کاریکاتور در دنیا در سال‌های ۲۰۰۷ و ۲۰۰۹ توسط سیریا کارتون (برای مدیریت وبگاه ایران کارتون)
- جایزه دوم مسابقه بین‌المللی کارتون ابرار ۱۳۷۲
- جایزه سوم مسابقه بین‌المللی کارتون لیتوانی ۱۳۷۲
- جایزه ویژه مسابقه بین‌المللی کارتون آیدین دوغان ترکیه ۱۳۷۶
- جایزه اول جشنواره مطبوعات ۱۳۷۴
- جایزه اول طراحی جلد مجلات ۱۳۷۵
- لوح افتخار از جشنواره کارتونت از فانو فانی ایتالیا ۱۳۸۰
- جایزه ویژه از مسابقه بین‌المللی کارتون چین ۱۳۸۴
- جایزه اول مسابقه بین‌المللی کارتون سوریه ۱۳۸۵
- مدال نقره مسابقه بین‌المللی المپیک چین ۱۳۸۶

### داوری
- جشنواره بین‌المللی کارتون نصرالدین هوجا ۱۳۷۸ ترکیه
- جشنواره بین‌المللی کارتون سن آنتونیو کوبا ۱۳۸۰
- جشنواره کارتون بین‌المللی پکن ۱۳۸۳ چین
- جشنواره کارتون معضلات شهری ۱۳۸۳ تهران
- جشنواره کارتون بین‌المللی آیدین دوغان ترکیه ۱۳۸۴
- جشنواره کارتون بین‌المللی گریکارتون در سال ۱۳۸۵ در یونان
- جشنواره کارتون سیریا کارتون در سال ۱۳۸۶ سوریه
- جشنواره کارتون اف‌سی‌دبلیو در ۱۳۸۶ چین
- جشنواره کارتون چاینا گوانگژی ۱۳۸۶ چین
- جشنواره کارتون زیتون ۱۳۸۷ قبرس
- جشنواره کارتون پیراسیکابا (سی و ششمین دوره) ۱۳۸۸ برزیل
- جشنواره کارتون بل هوریزونته ۱۳۸۸ برزیل
- جشنواره کارتون AYACC ۱۳۸۸ چین
- جشنواره کارتون پیراسیکابا (سی و هشتمین دوره) برزیل
- اولین جشنواره بین‌المللی کاریکاتور روز جهانی قدس - ایران ۱۳۹۳ [۳][۴]

### مسئولیت‌ها
- مدیر خانه کاریکاتور ایران
- مدیر خانه کاریکاتور انقلاب
- مدیر مسئول مجله کیهان کاریکاتور
- سر دبیر مجله ایران کارتون
- مدیر بخش لاتین سایت ایران کارتون
- مسئول گروه کاریکاتور حوزه هنری
- دبیر بخش آسیا فصلنامه کمیک جهانی پنسیلوانیا، آمریکا (به مدیریت دکتر جان ا.لنت)
- طراح و برنامه‌ریز اولین جشنواره کارتون بین‌المللی گریکارتون در سال ۱۳۸۵ در یونان
- عضو شورای برنامه ریزی و سیاست گذاری ششمین دوره جشنواره بین المللی هنر مقاومت در سال ۱۳۹۹
- دبیر دومین دوره جایزه سال استیکر